# 1980 في الأردن
فيما يلي قوائم الأحداث التي وقعت خلال عام 1980 في الأردن.